# Herve
Herve é uma cidade e um município da Bélgica localizado no distrito de Verviers, província de Liège, região da Valônia.